# تحليل قطعي
التحليل القطعي (Segmental analysis) هو أحد طرق التحليل التشريحي المعني بوصف علم التشريح المختص بجسم الإنسان. فبدلاً من وصف التشريح من ناحية النسبية المكانية، كما يحدث في طريقة الوضعية التشريحية، يصف التحليل القطعي التشريح من ناحية أي الأعضاء والأنسجة .....إلخ ترتبط ببعضها وصفات تلك الارتباطات.